# Wherever You Will Go
«Wherever You Will Go» (en español: «A dónde quiera que vayas») es una power ballad interpretada por la banda de rock alternativo estadounidense The Calling,  publicada como el primer sencillo en su álbum debut de estudio Camino Palmero (2001).
La canción fue lanzada como sencillo el 21 de mayo de 2001 y logró ocupar muy buenos puestos en varias listas de popularidad incluyendo el puesto #5 en el Billboard Hot 100. La canción sigue siendo el sencillo más renombrado y exitoso de la banda.

## Antecedentes
El compositor Aaron Kamin dijo sobre el significado de la de la canción. Mi primo murió, y él y su esposa habían estado casados por 50 años y pico, y yo sólo me puse en sus zapatos. Imagina perder a alguien después de cincuenta años, dijo Kamin. Continuó refiriéndose a los ataques al World Trade Center del 11 de septiembre de 2001, ocurridos tan sólo unos meses después del lanzamiento de la canción y dijo que esta se ha vuelto más relevante en nuestras vidas ya que el mundo ha cambiado recientemente. La hemos recordado más, creo, justo ahora.

## Video musical
Se rodaron dos vídeos para esta canción. El primero se estableció en México. La otra versión, que es más popular, fue dirigida por Gregory Dark y se traslada a la banda en el río de Los Ángeles. La historia trata de una adolescente que tiene el nombre de su novio tatuado en el hombro, pero cuando ella lo encuentra engañándola con otra chica, ella destruye la mayor parte de sus pertenencias. Al final del vídeo, se la ve con un nuevo novio, un nuevo tatuaje y su ex-celoso la observa desde su coche. Alex Band también se puede ver en algunas escenas de canto en el primer plano de la parte de la historia, al igual que cuando la chica se ve la destrucción de la casa.

## Posicionamiento
| Lista (2001/2002)                      | Posición   |
| -------------------------------------- | ---------- |
| Alemania (Media Control Charts)        | 16         |
| Australia (ARIA)                       | 5          |
| Austria (Ö3 Austria Top 40)            | 8          |
| Bélgica (Flanders (Ultratop 50)        | 29         |
| Bélgica (Wallonia (Ultratop 50)        | 18         |
| Canadá (Nielsen SoundScan)             | 20         |
| Canadá (Nielsen SoundScan)             | 20         |
| Colombia (Notimex)                     | 3          |
| Dinamarca (Tracklisten)                | 7          |
| Europa (Eurochart Hot 100)             | 6          |
| Francia (SNEP)                         | 7          |
| Irlanda (IRMA)                         | 8          |
| Italia (FIMI)                          | 1          |
| Países Bajos (Dutch Top 40)            | 31         |
| Nueva Zelanda (RIANZ)                  | 1          |
| Noruega (VG-lista)                     | 4          |
| Polonia (Polish Singles Chart)         | 1          |
| Romania (Romanian Top 100)             | 10         |
| Escocia (Scottish Singles Sales Chart) | 4          |
| Suecia (Sverigetopplistan)             | 14         |
| Suiza (Schweizer Hitparade)            | 7          |
| Reino Unido (UK Singles Chart)         | 3          |
| Estados Unidos (Billboard Hot 100)     | 5          |
| Estados Unidos (Adult Top 40)          | 1          |
| Estados Unidos (Mainstream Rock)       | 37         |
| Estados Unidos (Mainstream Top 40)     | 4          |
| Listas (2011)                          | Posiciones |
| Irish Singles Chart                    | 35         |
| Scottish Singles Chart                 | 15         |
| UK Singles Chart                       | 16         |

## En otras versiones
- Charlene Soraia hizo un cover con esa canción que alcanzó el número 3 en el UK Singles Chart. Ella lanzó su primer álbum, Moonchild, en noviembre de 2011, que cuenta con "Wherever You Will Go" como bonus track.